# لودویگ نوبل
لودویگ نوبل با نام کامل لودویگ امانوئل نوبل (سوئدی: Ludvig Immanuel Nobel ; ۲۷ ژوئیهٔ ۱۸۳۱ – ۱۲ آوریل ۱۸۸۸) کارآفرین، مهندس، تاجر و خیر نیکوکار سوئدی- روسی بود.

## زندگی
لودویگ نوبل در ۲۷ ژوئیه ۱۸۳۱ در استکهلم متولد شد. او یکی از اعضا برجسته خانواده نوبل و فرزند امانوئل نوبل و برادر بزرگتر آلفرد نوبل، مبتکر جایزهٔ نوبل بود. وی یک مهندس پیشرو بشمار می‌رفت. لودویگ بهمراه برادرش روبرت، شرکت برانوبل یک شرکت نفتی را در شهر باکو جمهوری آذربایجان تأسیس کرد که به تنهایی ۵۰ درصد نفت جهان را استخراج می‌کرد. به او نسبت داده شده که صنعت نفت روسیه را بنیاد نهاده‌است. او بیشترین ثروت را در میان برادران نوبل به دست آورد و یکی از ثروتمندترین مردان جهان بود. پس از انقلاب اکتبر، کمونیست‌ها ثروت خانواده نوبل را مصادره کردند.

## تاریخچه
وقتی لودیگ نوبل ۲۸ سال داشت، مدیریت فنی شرکت خانواده نوبل، که یک شرکت تولید وسایل تجهیزات جنگی مانند معادن موتور بخار بود، واگذار شد. او مخترع تانکرهای نفت، پیشرفت پالایشگاه‌های نفتی و لوله‌های نفتی است.
قبل از ۱۸۸۰ آمریکا مربی روسها در اغلب زمینه‌های صنعت نفت بود. او همچنین یک فرد بشر دوست بود که حامل ایده‌ها و دیدگاه‌های جدید بود. او معرفی کننده تئوری اشتراک گذاری سود بود و به‌طور فعالانه برای بهبود و پیشرفت شرایط کاری در کارخانه‌های خودش تلاش می‌کرد.
رویکرد اجتماعی و بشردوستانه او در زمان خودش منحصر به فرد بود.

## درگذشت
لودیگ نوبل در ۱۲ آوریل ۱۸۸۸ در کن (فرانسه) درگذشت. او در قبرستان اسمولینسکی در سن پترزبورگ دفن شده‌است.
بعد از مرگ لودیگ نوبل، پسرش، امانوئل نوبل ریاست شرکت نفت را به عهده گرفت.